# Exothispa
Exothispa is een geslacht van kevers uit de familie bladkevers (Chrysomelidae).
De wetenschappelijke naam van het geslacht werd in 1897 gepubliceerd door Hermann Julius Kolbe.

## Soorten
- Exothispa reimeri Kolbe, 1897